# 윤세연
윤세연(2002년 4월 28일 ~ )은 대한민국의 가수, 국악인이다. 2021년 원주야 정규 앨범 [박윤재 동요집 2: 봄여름가을겨울]로 데뷔했다.

## 방송
- 풍류대장 - 힙한 소리꾼들의 전쟁 (2021) - Top33(30위)
- 전국노래자랑 (2024) - 동작구 편 최우수상, 연말결선 대상

## 음반
- 풍류대장 - 힙한 소리꾼들의 전쟁 Episode.1 (2021)
- 풍류대장 - 힙한 소리꾼들의 전쟁 Episode.4 (2021)
- 대한장연구학회 캠페인송 (2022)
- 어기여차 (2024)

## 공연
- 시티 뮤직 페스티벌 In 서울 (2022)